# Eparchia di Cahul

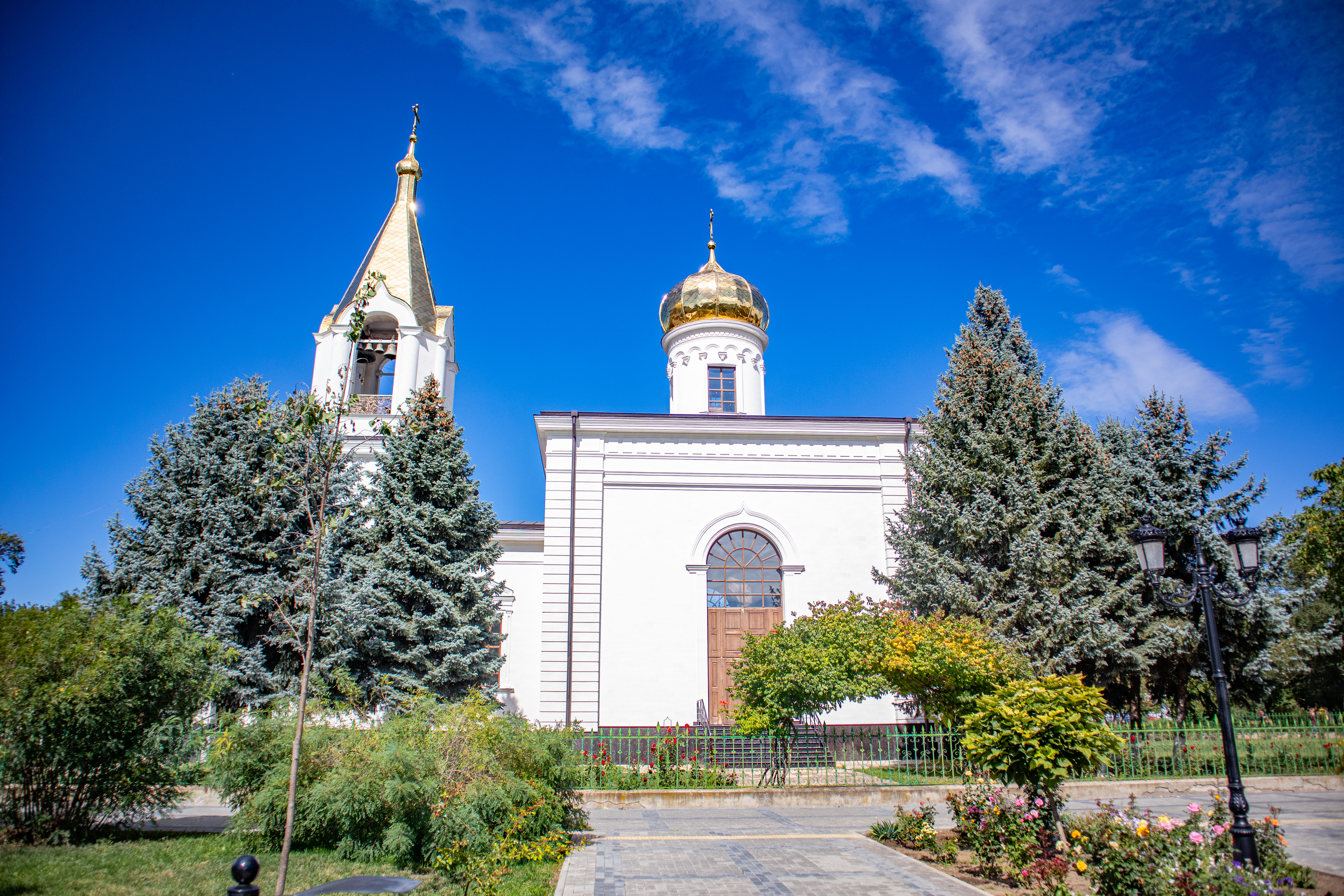
Cattedrale dell'Arcangelo Michele a Cahul.

L'eparchia di Cahul (in russo Кагульская епархия?) è un'eparchia della chiesa ortodossa moldava.

## Territorio
L'eparchia comprende i distretti di Leova, Cimișlia, Cantemir, Basarabeasca, Cahul e Taraclia, e la regione autonoma della Gagauzia nella parte meridionale della Moldavia.
Sede eparchiale è la città di Cahul, dove si trova la cattedrale dell'Arcangelo Michele.
L'eparca ha il titolo di "eparca di Cahul e Comrat".

## Storia
L'eparchia è stata eretta dal Santo Sinodo della Chiesa ortodossa russa il 17 luglio 1998, ricavandone il territorio dall'eparchia di Chișinău.
Il 24 dicembre 2010 ha ceduto il distretto di Hîncești all'eparchia di Ungheni.